# Андреев, Иван Ефимович
Ива́н Ефи́мович Андре́ев (1908—1975) — участник Великой Отечественной войны, командир отделения 409-го отдельного сапёрного батальона, 238-й стрелковой дивизии (2-й Белорусский фронт), младший сержант, Герой Советского Союза (1945).

## Биография
Родился 28 января (10 февраля по новому стилю) 1908 года в деревне Вёжки ныне Судогодского района Владимирской области.
Образование начальное. До мобилизации трудился рядовым колхозником в родной деревне.
В Красной Армии с июля 1941 года. Отличился в конце июня 1944 года при форсировании Днепра южнее г. Могилёва. Первым переплыл реку, нашёл две рыбацкие лодки, на которых переправил штурмовую группу для захвата плацдарма. Под огнём противника навел понтонный мост. Дважды был ранен.
После войны, в 1945 году, Андреев в звании старший сержант был демобилизован, вернулся на родину и работал в колхозе. Тяжелые ранения подорвали его здоровье — он стал инвалидом войны.
Умер 27 апреля 1975 года, похоронен в г. Судогде.

## Награды
- Медаль «Золотая Звезда» Героя Советского Союза (24 марта 1945 года).
- Награждён орденом Ленина.
- Медали, в том числе «За отвагу».